# مکتب اتریش
اقتصاد اتریشی یا مکتب اتریشی (به آلمانی: Österreichische Schule) که به مکتب وین نیز مشهور است، یکی از مکتب‌های اندیشهٔ اقتصادی خارج از جریان اصلی است که بر سازمان‌یابی خودبه‌خودی بر اساس ساز و کار قیمت‌‌ها تأکید دارد. فردگرایی روش‌شناختی و خنثی نبودن پول از دیگر مشخصه‌های فکری آن است.

## نام‌گذاری
نام این مکتب از بنیان‌گذاران و هواداران نخستین خود، که شهروندان امپراتوری هابسبورگ اتریش بودند، از جمله کارل منگر، اویگن فن بوم-باورک، لودویگ فن میزس، و برندهٔ جایزهٔ نوبل، فردریش هایک مشتق شده‌است. امروزه، پیروان مکتب اتریش از سراسر جهان هستند، اما بیشتر با عنوان اقصاددانان اتریش و آثار آنان با عنوان اقتصاد اتریشی نامیده می‌شود.

## تاریخچه
زایش مکتب اتریشی در علم اقتصاد به چاپ کتاب اصول علم اقتصاد به نوشته کارل منگر در سال ۱۸۷۱ بر می‌گردد. شایستگی و سهم اصلی نویسنده، در توانایی او در پذیرفتن و ترغیب نوعی سنت فکری است که در کاتولیگ گرایی اروپا ریشه دارد و منادیان به دورهٔ ظهور فلسفه یونانی و حتی به‌طور دقیق تر، به افکار دیرپای حقوقی، فلسفی و سیاسی روم قدیم بازمی‌گردد. هستهٔ این ایدهٔ بنیادین اساس استدلال میزس را در امکان‌ناپذیری نظریه برنامه‌ریزی اجتماعی تشکیل می‌دهد. در طول قرون وسطی این ایده از طریق انسان گرایی (امانیسم) مسیحی و فلسفهٔ آکویناسی حقوق طبیعی حفظ و تقویت شده که به عنوان مجموعه‌ای از اصول اخلاقی مافوق قدرت هر دولت زمینی تصور می‌شدند. این خط فکری بهتر از همه توسط نظریه پردازان بزرگ مکتب سالامانکا در عصر طلایی اسپانیا تکمیل شد که باید بدون شک به عنوان پیشتازان اصلی مکتب اتریش اقتصاد محسوب شوند.

### موج نخست
مکتب اتریش در اواخر سدهٔ نوزدهم و اوایل سدهٔ بیستم گسترش یافت. اقتصاددانان اتریشی نظریهٔ ارزش نئوکلاسیک و نظریهٔ ارزش ذهنی (سوبژکتیویسم) را که جریان‌های اصلی اندیشهٔ اقتصادی معاصر بر آن‌ها متکی است، توسعه دادند و مسئلهٔ محاسبات اقتصادی که از اقتصاد نامتمرکز بازار آزاد در مقابل تخصیص منابع یک اقتصاد برنامه‌ریزی متمرکز دفاع می‌کند، مطرح کردند.
اقتصاددانان لیبرتارین مجتمع در مکتب اتریش تحت تأثیر قهرمان فکری‌شان، جان لاک، معتقدند که این قیود حداقلی، باید مبتنی بر آزادی‌های فردی، حقوق برابر باشند.
البته به غیر از اتحادیه‌های موقتی که در زمان مجادله بر سر روش‌شناسی بین اتریشی‌ها و نئوکلاسیک‌ها صورت پذیرفت بود، در سال‌های آخر سده ۱۹ و اوایل سده ۲۰ هم‌زمان مجموعه مجادلاتی نیز بین آن‌ها درگرفته بود که باورک در آن شرکت داشت. بوم باورک، مارشال را برای جلوگیری از ترویج انقلاب ذهن‌گرایی منگر در دنیایی انگلیسی‌زبان و خصوصاً برای تلاش وی جهت بازسازی افکار قدیمی عینی‌گرایانهٔ ریکاردو انتقاد کرد. در واقع مارشال از استعارهٔ قیچی دولبه (عرضه و تقاضا) استفاده کرد، که با هم قیمت تعادلی را در بازار تعیین می‌کنند، که شامل هزینه‌های تولید در طول زمان است؛ و بوم باورک واکنش شدیدی به مارشال نشان داد و بیان کرد که اقتصاددانان انگلیسی این واقعیت را نادیده می‌گیرند که هزینه نیز ارزش ذهنی است.
علاوه بر توسعهٔ نظریه سرمایه، بوم باورک نقدهای سهمگینی بر همهٔ نظریه‌های پیشین در خصوص ظهور پدیدهٔ بهره وارد کرد، و تحلیل نقادانهٔ وی به ویژه در ارتباط با نظریهٔ مارکسیستی استثمار و نظریه‌هایی بود که ریشهٔ ظهور بهره را در بهره‌وری نهایی سرمایه معرفی کرد. به‌علاوه او یک نظریهٔ کاملاً جدید دربارهٔ ظهور عرضه کرد که بر واقعیت ذهنی ترجیح زمانی مبتنی بود.

### بین دو جنگ
تا دههٔ ۱۹۳۰ اقتصاددانان از مدل تعادل به عنوان نوعی ابزار فکری کمکی به منظور تسهیل توسعهٔ نظریه دربارهٔ فرآینده واقعی بازار استفاده می‌کردند. باوجود این در طول این دهه، اکثر اقتصاددانان از نگاه به تعادل به عنوان یک وسیلهٔ صرفاً کمکی دست برداشته‌اند و به تدریج به این مدل صرفاً به چشم یک موضوع مهم پژوهشی توجه کرده‌اند. درطی این دوره اقتصاددانان نئوکلاسیک تعادل را به نقطهٔ کانونی تحقیقات تبدیل کرده و به‌طور کلی، اقتصاددانان علاقه به مطالعه فرایند پویایی بازار را از بین برده‌اند. با این حال تا زمانی که میزس مشارکت‌های نظری خود را ارائه نداده بود، نظریه پردازان مکتب اتریش از حیطهٔ روش‌شناسی ای که آن‌ها را از همکاران طرف دار تعادل نئوکلاسیک جدا می‌کرد، کاملاً آگاه نبودند. آنان این آگاهی را در نتیجهٔ دو مباحثهٔ مهم دیگر که مکتب اتریش در آن درگیر بود، به دست آوردند:مباحثه برسر عدم امکان‌پذیری سوسیالیسم و جدال بین هایک و کینز.
میزس از ابتدای زندگی آکادمیک خود، زمانی که حاضر شدن در سمینارهای بوم باورک را شروع کرد، نیز به توسعهٔ کاربرد مفهوم ذهن گرا از اقتصاد را تشخیص داد که منگر آن را در حوزهٔ پول و اعتبار و تخلیل اثرات سیاست‌های پولی و اعتباری بر ساختار کالاهای سرمایه‌ای پذیرفته بود و بوم باورک نیز آن را بررسی کرده بود؛ بنابراین در سال ۱۹۱۲، در سن ۳۱سالگی، اولین ویرایش از کتاب نظریه پول و اعتبار را چاپ کرد.
این مشارکت اولیه میزس در حوزهٔ پولی قدم بزرگی رو به جلو بود و مکتب پویایی اتریش و ذهنیت گرایی را با به کار بردن در نظریهٔ پول و مبنا قرار دادن ارزش پول در نظریهٔ مطلوبیت نهایی، توسعه بخشید. درواقع، میزس اولین کسی بود که مشکل به ظاهر غیرقابل حل استدلال دوری را حل کرد در حالی که تا آن زمان فکر می‌کردند کاربرد نظریهٔ مطلوبیت نهایی برای پول بسیار دشوار است. درحقیقت، قیمت یا قدرت خرید پول توسط عرضه و تقاضای آن تعیین می‌شود:تقاضای پول، به نوبهٔ خود از انسان نشئت می‌گیرد، نه بر مبنای مطلوبیت مستقیم پول بلکه دقیقاً بر مبنای قدرت خرید آن.

### پس از جنگ دوم جهانی
اقتصاد اتریشی، در اواخر سده بیستم، با کارهای اقتصاددانانی چون ایزرائل کرزنر و لودویگ لاخمان اعتبار بیشتری یافت و پس از آنکه فردریش هایک موفق به دریافت نوبل اقتصاد شد، توجهات دوباره به سمت آن جلب شد.
اعطای جایزهٔ نوبل در یک سال پس از مرگ میزس و در سال ۱۹۷۴به نخبه‌ترین شاگرد او هایک، و افزایش بی‌اعتباری نظریهٔ اقتصاد کلان کینزی و تجویزهای مداخله گرایان، خیزش عظیمی بین‌المللی را برای توسعهٔ آموزه‌های مکتب اتریش فراهم کرد.
دو تن از درخشان‌ترین شاگردان میزس در آمریکا، مودای آن رتبارد و ایزرائل کرزنر، نقش پیشرو را در تجدید حیات مکتب اتریش احیا کردند.
فروپاشی دیوار برلین و سوسیالیست واقعی، تاثیر برجسته‌ای را روی پارادایم نئوکلاسیک که مدت‌ها غالب بود و به‌طور کلی روی روش ادارهٔ اقتصاد، گذاشته‌است. به همین دلیل آشکارا به نظر می‌رسد که در علم اقتصاد یک خطای جدی رخ داده‌است، چرا که به استثنای مکتب اتریش، اقتصاددانان قادر به پیش‌بینی و تحلیل مناسب چنین رویدادهای مهم و سرنوشت‌سازی نبوده‌اند؛ که این موضوع باعث شهرت مکتب اتریش شد.

### مکتب ویرجینیا
مکتب اتریش نزدیکی زیادی با مکتب ویرجینیا دارد. جیمز ام. بیوکنن، اقتصاددان و برنده نوبل اقتصاد ۱۹۸۶ بنیان‌گذار مکتب ویرجینیا، اغلب به عنوان اقتصاددان اتریشی یاد می‌شود. خود او اذعان می‌دارد «مطمئناً احساس تعلق زیادی به اقتصاد اتریشی دارم و به اینکه اقتصاددانی اتریشی خوانده شوم، معترض نیستم. محتملا هایک و میزس مرا اقتصاددان اتریشی می‌دانستند، هرچند برخی بر این عقیده نیستند.»

## روش‌شناسی
اتریشی‌ها، به ویژه از منتقدان مفهوم محدود علم اقتصاد هستند که این انتقادات از رابینز و تعریف معروفش از اقتصاد نشئت گرفته‌اند. به بیان رابینز:
«اقتصاد علمی است که رفتار انسان را به مثابه رابطه‌ای بین اهداف و ابزار کمیاب که استفاده‌های جایگزین دارند، مطالعه می‌کنند.»
پیش فرض رابینز (از علم اقتصاد) به‌طور تلویحی اشاره به داشتن دانش معین در خصوص ابزار و اهداف دارد و مسئلهٔ اقتصادی را به مسئلهٔ فنی تخصیص صرف، حداکثرسازی یا بهینه‌سازی (با وجود قیدهای معین و شناخته شده)، تقلیل می‌دهد. به بیان دیگر، درک رابینز از اقتصاد منعکس‌کنندهٔ عصارهٔ پارادایم نئوکلاسیک است و می‌توان آن را با روش‌شناسی مکتب اتریش (به شکلی که امروزه درک می‌شود) کاملاً غریبه دانست. همچنین، رابینز انسان را به صورت یک انسان مکانیکی تصور می‌کند: کاریکاتور ساده‌ای از انسان که فقط به صورت منفعل به رخدادها واکنش نشان می‌دهد. در مقابل این نوع نگرش، نگرش میزس، کرزنر و بقیهٔ اتریشی‌ها قرار دارد که عقیده دارند که انسان چندان تخصیص دهندهٔ ابزار مشخص به اهداف مشخص نیست، بلکه درحالی که به گونه‌ای مداوم از گذشته می‌آموزد و از تخیل خود برای کشف خلق آینده استفاده می‌کند، در جستجوی اهداف و ابزار جدید است؛ بنابراین، منظر اتریشی‌ها اقتصاد شکل دهندهٔ بخشی از یک علم گسترده‌تر و عمومی تر یا به عبارتی یک نظریهٔ کلی از کنش انسان -نه صرفاً نظریه‌ای از تصمیم یا انتخاب انسان- است.
مکتب اتریش در خصوص رابطهٔ بین نظریه و دنیایی واقعی و در خصوص حالتی که در آن پیش‌بینی صورت می‌گیرد، با نگرش نئوکلاسیک‌ها تفاوت اساسی دارد. همچنین در منظر اتریشی‌ها این حقیقت توجیه می‌شود که یک مشاهده گر علمی، نمی‌تواند اطلاعات ذهنی را به دست آورد که کارآفرینان (کنشگران واقعی) که پیشروان فرایندهای اجتماعی هستند مداوم و در حالتی نامتمرکز در حال کشف و خلق آن هستند و نیز اعتقاد آن‌ها مبنی بر این که درست آزمایی تجربی به لحاظ نظری درعلم اقتصاد غیرممکن است توجیه می‌شود.

### نحوه به‌کارگیری ریاضیات
اتریشی‌ها و نئوکلاسیک‌ها بر سر کاربرد صورت گرایی ریاضیاتی در تحلیل اقتصادی اختلاف نظر دارند. از ابتدا بنیان‌گذار مکتب اتریش، کارل منگر به دقت به فایدهٔ گفتار لفظی و شفاهی (در مقابل زبان ریاضی) اشاره کرد، برای مثال گفتار شفاهی می‌تواند ذات و ماهیت پدیده‌های اقتصادی را بفهماند، در حالی که زبان ریاضیات قادر به این کار نیست.
صورت گرایی ریاضیاتی به ویژه برای بیان کردن وضعیت تعادل اقتصادی مناسب است که اقتصاددانان نئوکلاسیک به مطالعهٔ آن می‌پردازند، اما به ما این اجازه را نمی‌دهد تا واقعیت ذهنی زمان را با کمی از خلاقیت کارآفرینانه ادغام کنیم که هر دو آن‌ها از مشخصه‌های اساسی گفتمان تحلیلی نظریه پردازان اتریشی هستند.

### اصول بنیادین روش شناسانه
فریتس ماخلوپ دیدگاه‌های نوعی تفکر اقتصادی اتریشی را فهرست کرده‌است.

(۱) فردگرایی روش‌شناسانه: در توضیح پدیده‌های ما باید به کنش‌ها (یا عدم کنش‌های) افراد برگردیم؛ گروه‌ها یا «مجموعه‌ها» نمی‌توانند جز از طریق کنش فرد فرد اعضا کنشی صورت دهند.
(۲) ذهنیت‌گرایی روش‌شناسانه: در توضیح پدیده‌های اقتصادی ما باید به قضاوت‌ها و انتخاب‌های افراد بر مبنای دانشی که دارند یا فکر می‌کنند دارند و همهٔ انتظاراتی برگردیم که آنان در خصوص تحولات خارجی و خصوصاً نتایج کنش‌های دلخواه‌شان دارند.
(۳) سلیقه‌ها و ترجیحات: ارزش‌گذاری‌های ذهنی کالاها و خدمات تقاضا برای آن‌ها را تعیین می‌کنند. به نحوی که بهای آن‌ها تحت تأثیر مصرف‌کنندگان (واقعی و احتمالی) قرار می‌گیرد.
(۴) هزینه‌های فرصت: هزینه‌هایی که تولیدکنندگان و دیگر بازیگران اقتصادی با آن‌ها محاسبه می‌کنند بازتاب دهندهٔ فرصت‌های دیگری ست که باید مقدم باشد؛ چنان‌که خدمات تولیدی برای یک منظور به کار گرفته شوند، همه دیگر کاربردها باید قربانی شوند.
(۵) مارژینالیسم: در همه طراحی‌های اقتصادی، ارزش‌ها، هزینه‌ها، درآمدها، کارامدی، غیره بر اساس اهمیت آخرین واحد اضافه شده یا کم شده از کل تعیین می‌شوند.
(۶) ساختار تولید و مصرف: تصمیمات برای پس‌انداز بازتاب دهندهٔ «ترجیحات زمانی» در خصوص مصرف در آینده فوری، آینده یا نامشخص است، و سرمایه‌گذاری‌ها با در نظر گرفتن خروجی‌های بزرگتر مورد انتظار در صورت اجرای روندهای تولیدی زمانبرتر انجام می‌شوند.
دو اصل مهم مورد اعتقاد شاخهٔ میزسی اقتصاد اتریشی را باید به فهرست افزود:
(۷) اقتدار مصرف‌کننده: تأثیری که مصرف‌کنندگان بر تقاضای مؤثر کالاها و خدمات و از طریق قیمت‌هایی که در بازارهای رقابتی آزاد حاصل می‌شوند، بر برنامه‌های تولیدی تولیدکنندگان و سرمایه‌گذاران دارند، تنها واقعیتی مستند نیست بلکه هدف مهمی است که تنها با اجتناب کامل از دخالت دولتی در بازارها و محدودیت‌ها بر آزادی فروشندگان و خریداران از تعقیب قضاوت خود در خصوص کمیت‌ها، کیفیت‌ها، و قیمت‌های محصولات و خدمات قابل دستیابی است.
(۸) فردگرایی سیاسی: تضمین آزادی سیاسی و اخلاقی تنها زمانی ممکن خواهد بود که آزادی کامل اقتصادی به فرد داده شود. محدودیت‌ها بر آزادی اقتصادی دیر یا زود، به گسترش فعالیت‌های اجبارانهٔ حکومت به حوزهٔ سیاسی می‌انجامد، که منجر به تضعیف و نهایتاً نابودی آزادی حیاتی فردی می‌شود که جوامع سرمایه‌داری در قرن نوزدهم توانستند بدانها دست یابند.

## نگرش مکتب اتریش به دیگر نظریات اقتصادی

### انتقادات از جریان نئوکلاسیک
نقدهای اصلی که اتریشی‌ها بر نئوکلاسیک‌ها وارد می‌کنند و اتفاقاً این انتقادات از ویژگی‌های متمایز کنندهٔ مکتب اتریش اند و عبارت اند از:
1. نئوکلاسیک‌ها به‌طور گسترده‌ای بر حالت‌های تعادل از طریق مدل‌های حداکثر سازی تأکید دارند که پیش‌فرض اصلی آن این است که کنشگران اطلاعاتی نیازمند تابع‌های هدف متناظر بوده و قیدهای این توابع معین هستند.
2. نئوکلاسیک‌ها به‌طور قراردادی متغیرها و پارامترها را برای تابع هدف و محدودیت‌ها انتخاب نموده و با این کار علاقه مندند، فقط جنبه آشکار را در نظر گرفته و سایر جنبه‌ها را با وجود اهمیت بسار زیادشان به صورت تجربی قابل مدیریت نیستند، (مثل ارزش‌های اخلاقی، عادت‌ها، سنت‌ها، نهادها و…) نادیده بگیرند.
3. نئوکلاسیک‌ها بر مدل‌های تعادلی متمرکز شده‌اند که با اثرات علی ــ معلولی با صورت گرایی ریاضیاتی برخورد و بنابراین آن‌ها را مخفی می‌کند.

۴. نئوکلاسیک‌ها، فقط از تفاسیر واقعیت‌های تاریخی برای نتیجه‌گیری‌های نظری استفاده می‌کنند، تفاسیری که شاید در موقعیت‌های خاص با اهمیت باشند، اما از لحاظ نظری نمی‌توانند در یک مقیاس جهانی معتبر باشند، چرا که آن‌ها فقط دانشی را بازتاب می‌دهند که به اقتضای تاریخ حاصل شده‌است.

### انتقاد از سوسیالیسم
یکی دیگر از نظرات مهم میزس، نظریهٔ دربارهٔ امکان‌ناپذیری سوسیالیسم است. میزس باور داشت که دیدگاه ذهنیت گرای اتریشی، این امکان‌ناپذیری واضح است و محققان نئوکلاسیک به دلیل رویکرد روش شناسانهٔ اشتباهی که در تحقیقات خود به کار می‌گرفته‌اند، متوجه آن نشده‌اند؛ به ویژه آن که آن‌ها مدل‌های وضعیت تعادل را بنا کرده‌اند و فرض می‌کنند همهٔ اطلاعات لازم در دسترس هستند: این توهم که یک نظم عقلایی از مدیریت اقتصادی بر مبنای مالکیت عمومی ابزارهای تولید در یک جامعه امکان‌پذیر است، در نظریهٔ ارزش اقتصاددانان کلاسیک ریشه دارد و استمرار آن نیز به خطا و شکست برخی از اقتصاددانان مدرن برای اندیشیدن و سازگاری با دکترین نهایی نظریهٔ ذهن گرا بازمی‌گردد. در حقیقت، اشتباه این مکاتب بود که ایده‌های سوسیالیست را حیات بخشید.
طبق نظر میزس، منشأ همهٔ تصمیمات، ارزش گذاری‌ها و دانش در ظرفیت خلاق کنشگر انسانی قرار می‌گیرد و بنابراین هر نظام مبتنی بر اعمال فشار شدید علیه کنش انسانی آزاد آن چنان‌که دربارهٔ سوسیالیسم و در مقیاس کوچکتر دربارهٔ مداخله گرایی صادق است. میزس فهمید که محاسبه و حسابگری اقتصادی که تحت عنوان قضاوت در خصوص ارزش مرتبط با نتایج گزینه‌های مختلف رو در روی کنشگر فهمیده می‌شود، نیازمند دسترسی به اطلاعات دسته اول است که در سیستمی مانند سوسیالیسم که مبتنی بر ممانعت و اجبار است ناممکن است؛ و همچنین، کم و بیش، مبادلهٔ داوطلبانه -که در آن ارزش گذاری‌های افراد آشکار، کشف و خلق می‌شود و استفادهٔ آزادانه از پول به عنوان یک وسیلهٔ مبادلهٔ پذیرفته شده و شناخته شده، بستگی دارد.
مفهوم و تحلیل حسابگری اقتصادی و اهمیت آن در حوزهٔ نظریهٔ اقتصادی، یکی از حیاتی‌ترین جنبه‌های اندیشهٔ میزس را ایجاد کرد. شاید به لحاظ نظری بزرگترین شایستگی میزس در این حوزه، مشخص کردن ارتباط بین دامنه ذهنی و درونی ارزش‌گذاری فرد (قلمرو و رتبه‌ای) و دامنهٔ بیرونی برآوردهای قسمت بازار در شکل واحدهای پولی باشد (قلمرو شمارشی برآورد اقتصادی) هر زمان که ارزش گذاری‌های ذهنی متفاوت گروه‌ها، یک مبادلهٔ بین فردی را برانگیزاند که در یک قیمت بازاری و نرخ سنتی مبادله در واحدهای پولی متجای شود، ارتباط بین این دو امکان‌پذیر می‌شود؛ قیمتی با یک ماهیت واقعی مقداری و آشکار که کارآفرینان می‌توانند بعدها به عنوان اطلاعات ارزش‌مند به آن رجوع کرده و در پیش‌بینی رویدادهای آینده و تصمیم‌گیری از آن کمک بگیرند؛ بنابراین، واضح است که اگر کنش آزاد انسانی با ممانعت مواجه شود، مبادلات بین فردی داوطلبانه اتفاق نخواهد افتاد و نتیجه، تخریب پل یا ارتباط ذکر شده در بالا خواهد بود تخریب این ارتباط مناسب و حسابگری اقتصادی را کاملاً ناممکن خواهد کرد. بنابراین میزس نتیجه می‌گیرد که در نبود آزادی بازار، در غیاب پول آزاد یا قیمت بازاری آزاد، هیچ محاسبهٔ اقتصادی عقلایی امکان‌پذیر نیست، زیرا محاسبه عقلایی با اطلاعات ضروری در دسترس انجام می‌شود. میزس ایده‌های اساسی اش دربارهٔ سوسیالیسم را نظام‌مند نموده و آن‌ها را در رساله‌ای انتقادی برجسته اش دربارهٔ این سیستم اجتماعی گنجاند، رساله‌ای که نسخهٔ اول آن در سال ۱۹۲۲به زبان آلمانی چاپ شد و سپس به زبان‌های انگلیسی، فرانسوی و سرانجام اسپانیایی ترجمه شد. نام این اثر سوسیالیسم :تحلیلی اقتصادی و جامعه شناسانه بود.

### چرخه کسب و کار
از دیدگاه مکتب اتریش، ادوار تجاری نه یک پدیدهٔ کاملاً بیرونی هستند (که به ادعای نظریه پردازان شیکاگو با تغییرات پیش‌بینی نشده، شوک‌های ناگهانی و نظایر آن به وجود می‌آیند) و نه آن گونه که کینزی‌ها می‌پندارند، یک فرایند کاملاً درون زا (که با دستمزد‌های واقعی یا اسمی، دستمزدهای کارآ و نظایر آن تحریک می‌شوند) هستند. همان‌طور که می‌دانیم در دیدگاه اتریشی‌ها، ادوار تجاری بیشتر از نهاده‌های پولی یا اعتباری خاصی ناشی می‌شوند (که بانکداری سپردهٔ قانونی توسط یک بانک مرکزی آن را موجب شده‌است). اگر چه امروزه این نهاده‌ها را نهاده‌های معمول بازار در نظر می‌گیرند، اما آن‌ها طی یک فراینده تکاملی ظهور نیافته‌اند بلکه به اجبار از بیرو تحمیل شده‌اند و ناسازگاری‌های سهمگینی را بر فرآینده هماهنگی متناوب در بازار اعمال می‌کنند.
در نتیجه مفهوم اتریشی بازار نواقص و ناملایمات و نتیجه‌گیری‌های افراطی ناشی از دو رویکرد تعادل (شیکاگو و کینزین‌های جدید) را کاملاً بر ملا می‌کند و درجه‌ای از واقعیت گرایی را به تحلیل تزریق می‌کند؛ واقعیت گرایی که از بروز خطاهای فاحش ناشی از دو مکتب تعادل در نظریه و خط و مشی اقتصادی ممانعت می‌کند.

## توصیه‌های سیاستی
از منظر نظری مکتب اتریش، آنچه حقیقتاً مهم است این نیست که چه کسی دقیقاً فعالیت کارآفرینی را انجام می‌دهد (اگر چه در عمل این دقیقاً مهم‌ترین سؤال است) بلکه مهم این است که شرایط و وضعیتی وجود داشته باشد که در آن هیچ محدودیت ساختاری یا قانونی برای اقدام آزادانه به کارآفرینی وجود نداشته باشد و در نتیجه هر کسی آزاد باشد، از توانایی‌های کار آفرینانه خود، هر چه بهتر استفاده کند تا اطلاعات جدید بیافرینند و از اطلاعات منحصر به فرد و عملی که در هر شرایط خاصی کشف کرده‌است، بهره‌برداری کند. در نتیجه این صرفاً یک تصادف نیست که از نظر سیاسی بیشتر نظریه پردازان اتریش، فیلسوفان طرف دار مکتب آزادی اراده هستند که عمیقاً متعهد به دفاع از اقتصاد بازار و بدون کنترل هستند.
این نه به عهدهٔ اقتصاددانان، بلکه به عهدهٔ روانشناس است که با عمق بیشتری ریشه قدرت غریزی را مطالعه کنند که افراد را بر می‌انگیزاند تا در همهٔ زمینه‌ها به‌صورتی کارآفرینانه اقدام کنند. در این مرحله، ما فقط بر این اصل اساسی تأکید می‌کنیم:مردم متمایل به کشف اطلاعاتی هستند که به آن علاقه مندند، بنابراین اگر برای تحقق اهداف شان و پیش برد علایق شان آزاد باشند، این هر دو به عنوان محرک‌هایی برای تشویق شان به کارآفرینی عمل می‌کنند و به آن‌ها اجازه می‌دهند که دائماً اطلاعات عملی را درک و کشف کنند که برای تحقق اهداف شان ضروری است. عکس این نیز صحیح است. اگر به هر دلیلی، قلمرو اقدام به فعالیت کارآفرینی در زمینهٔ خاصی از زندگی اجتماعی محدود یا محو شود (از طریق محدودیت‌های حقوقی، نهادی یا سنتی یا اقدامات مداخله گرایانه توسط دولت در اقتصاد)، افراد حتی احتمال تحقق اهداف شان در آن حوزه محدود یا ممنوع را هم در نظر نمی‌گیرند و در نتیجه از آن جا که اهداف قابل دستیابی نیستند، به عنوان مشوق عمل نمی‌کنند و فرد اطلاعات حیاتی برای دستیابی به آن‌ها را نه درک و نه کشف می‌کند. همچنین، در چنین اوضاع و احوالی، حتی افراد زیان دیده از ارزش فراوان و تعداد زیاد اهدافی که در نتیجه این محدودیت‌های نهادی محقق نمی‌شوند، آگاه نخواهند شد (مداخله گرایی دولت در اقتصاد یا سوسیالیسم).
نهایتاً، لازم است به یاد داشته باشیم هر کنشگر قسمتی از اطلاعات عملی را دارد که -همان گونه که می‌دانیم- مایل به کشف و استفاده از آن برای تحقق یک هدف است. علی‌رغم دلالت‌های اجتماعی آن، صرفاً این کنشگر است که این اطلاعات را دارد، یعنی فقط اوست که اطلاعات را آگاهانه دارد و تفسیر می‌کند. روشن است که منظور ما اطلاعات منتشر شده در مجلات کتاب‌ها و روزنامه‌ها یا ذخیره شده روی رایانه‌ها یا بیان شده‌ها از طریق آمار یا غیره نیست. تنها اطلاعات یا دانشی که برای جامعه حیاتی است، آن است که فرد در هر مرحله خاصی از تاریخ، نسبت به آن آگاهی دارد، اگر چه در بیشتر موارد این دانش به صورت ضمنی است. در نتیجه، هر بار کسی اقدام به فعالیت کارآفرینی می‌کند، این کار را به صورتی ویژه، شخصی و غیرقابل تکرار انجام می‌دهد؛ به صورتی که ناشی از تلاش او برای دست یابی به اهداف خاص یا تعقیب نگاهی خاص نسبت به جهان است و همهٔ این‌ها که به صورت محرک عمل می‌کنند، در شرایط و شکل خاص خود در تملک اوست. این امر هر انسانی را قادر می‌سازد تا بر اساس اهداف و شرایط عینی خود اطلاعات یا دانش خاصی را به دست آورد که هیچ فرد دیگری قادر به تجربهٔ آن‌ها به شکلی یکسان نیست. در نتیجه، این که فعالیت‌های کارآفرینی هیچ‌کس را نادیده نگیریم، اهمیت کلیدی می‌یابد. حتی پایین‌ترین افراد، با پایین‌ترین وضعیت اجتماعی یا بی سوادترین افراد، دسته کم قسمت‌های کوچکی از دانش و اطلاعاتی را منحصراً در اختیار دارند که ممکن است در مسیر وقایع اجتماعی، ارزشی تعیین‌کننده داشته باشند. از این نقطه نظر، روشن است که برداشت ما از کارآفرینی داری ماهیتی اساساً انسانی است؛ برداشتی که اقتصاد را -همان گونه که توسط اعضای مکتب اتریش درک شده و تعالی یافته‌است- علمی با جوهری انسانی می‌سازد.

## سوبژکتیویسم و کنش انسانی
طبق نظریه ارزش ذهنی که اساس معرفت‌شناختی این مکتب است، کلیهٔ معناها و فرآیندهای اقتصادی براساس این محور کانونی، یعنی ذهن انسان، تشریح و تبیین می‌شوند. به قول میزس:
«علم اقتصاد متمرکز بر اشیا و دارایی‌های محسوس و عینی نیست، بلکه متوجه انسان‌ها، درک آن‌ها و کنش‌های آن‌ها است. کالاها، محصولات، ثروت و دیگر وجوه کرداری، عناصر و مؤلفه‌های طبیعت نیستند، آن‌ها مؤلفه‌های کردار و ادراک انسان اند… وجوه کردار انسان است، که به آن معنا می‌بخشد؛ و کسی که می‌خواهد به بررسی شان بپردازد، نباید به دنیای برون‌ذهن توجه کند، بلکه باید در معنا، مفهوم و شناخت افراد کنش‌گر به جست‌وجوی شان بپردازد.»
مکتب اتریش ضمن تأکید به نقش باورها، پویایی‌ها و خلاقیت‌های ذهنی، ارادهٔ انسان و استعدادهای نهفته در ذهن، کنش و کردار هدفمند ش، با برجسته کردن نقش ذهن و ذهنیت در پدیده‌های اقتصادی، به جایگاه عامل انسانی در علم اقتصاد حیاتی دوباره بخشید. در واقع، در این مکتب، فرآیندهای پیچیدهٔ کنش‌های هدفمند انسانی به جستارمایه (موضوع اصلی مطالعه) تبدیل می‌شوند و این به معنای گسترش دایرهٔ تحلیل اقتصادی است. بدیهی است که در این راستا توجه به جستارمایه‌هایی که به نحوی تک‌بعدی و تک‌عاملی در سایر مکاتب مد نظر قرار می‌گرفت-عقلانیت (در حکم یک فرایند ذهنی)، تاریخ و نهاد (در حکم عوامل تعیین‌کنندهٔ نظام باورها و انگیزه‌ها)- به بخشی از پیکرهٔ نظری این بخش تبدیل شده است؛ مکتبی که فرای این مؤلفه‌ها، پهنهٔ اندیشهٔ اقتصادی را تا تحلیل و واکاوی کنش و کردار انسانی گسترد و ضرورت توجه اقتصاددانان به بررسی‌های فرااقتصادی (از فلسفه و شناخت‌شناسی گرفته تا واکاوی نقش نهادهای غیررسمی) را پیش کشید.
مکتب اتریش از سویی، در برابر هر نوعی از تعیین‌باوری که ذهنیت انسانی را منقاد فرآیندهای فراانسانی بداند (مکتب تاریخی و مارکسیسم ارتدکس) می‌ایستد و بر وجه عاملی ذهن انسان انگشت می‌گذارد، و از سوی دیگر، با تأکید بر سرشت چندگون و پیچیدگی ذهن انسان، هر تلاشی را که در آن ذهنیت به نحوی مکانیسمی به کارکرد صرف و از پیش برنامه‌ریزی شده حمل می‌شود (تقلیل فرایندهای ذهنی به عقلانیت/تقلیل تحلیل اقتصادی به بازی‌های ریاضیاتی) به جالش می‌کشد. به تازگی نیز ورود مباحث مربوط به علوم شناختی در حوزهٔ علوم اجتماعی، جایگاه مکتب اتریش را بیش از پیش جلوه‌گر کرده‌است؛ چراکه یکی از اصول معرفت شناختی ناظر بر کاربست علوم شناختی در علوم اجتماعی، ذهن گرایی است؛ اصلی که از اصول اساسی این مکتب به‌شمار می‌رود. گستردگی جستارمایه -از نظریه پول گرفته تا نقد سوسیالیسم - و تنوع مواضع در مکتب اتریش- از پیشینی انگاری فردگرایانه ی میزس تا تجربه گرایی و نهادگرایایی هایک- زمینه را برای ارتقای خود آگاهی فلسفی برای اندیش ورزان این مکتب فراهم نموده‌است؛ امری که سبب شده تا این مکتب به‌طور ویژه نسبت به پرداختن بنیان‌های فلسفی و تنوع اندیشه متعهد باشد.

## زیرشاخه‌ها
ماری راتبارد به سال ۱۹۹۳م. در پیشگفتاری که بر چاپ دوم انسان، اقتصاد، و حکومت نوشت، سه گرایش اصلی در میان پیروان مکتب اتریش بازنمایاند:
گروه اول پیروان اصیل میزس‌اند که از الگوی تفکری روش‌شناسی پیروی می‌کنند. راتبارد خود متعلق به همین گروه است. گروه دوم از الگوی تفکر هایک پیروی می‌کنند. اینان تأکیدشان بر «دانش» و «اکتشاف» است، برخلاف پیروان میزس که تأکیدشان بر «کنش» و «گزینش» است. از معاصران ایزرائل کرزنر در زمرهٔ پیروان الگوی فکری هایک است. گروه سوم پیرو دیدگاه‌های پوچگرایانهٔ لودویگ لاخمان‌اند. گرایش اینان نهادگرا و ضد-نظریه است.

## انتقادات از مکتب اتریش و پاسخها

### رویکرد اتریشی و نئو کلاسیکمانعه الجمع(دو به دو ناسازگار) نیستند، بلکه مکمل یکدیگرند.
این ادعای بعضی از نویسندگان نئوکلاسیک است که به دنبال اتخاذ یک دیدگاه گزینشی هستند که علناً در تضاد با مکتب نباشد. با این حال، اتریشی‌ها، این دیدگاه را چیزی بیش از یک پیامد ناخوشایند نیهیلیسم یا پوچ گرایی مختص تکثرگرایی روش شناختی می‌دانند که مطابق با آن، همهٔ روش‌ها قابل قبول هستند و مسئلهٔ علم اقتصاد صرفاً این است که از بین این روش‌ها، روش مناسب مختص هر مسئله را انتخاب کند. نویسندگان اتریش این دیدگاه را به عنوان تلاش برای حفظ پارادایم نئوکلاسیک در مقابل استدلال‌های انتقادی قدرتمند رویکرد اتریشی علیه آنان می‌شناسند. ادعای سازش‌پذیری، زمانی توجیه پذیر می‌شود که روش نئوکلاسیک (که مبنتی بر تعادل، ثبات و مفهوم محدود بهینه‌سازی وعقلانیت است)، مطابق با حالت واقعی کنش انسانی باشد و تمایلی به تباه کردن تجزیه تحلیل نظری نداشته باشد، که البته به اعتقاد اتریشی‌ها این‌گونه است.

### اتریشی‌ها نباید نئوکلاسیک‌ها را به دلیل به کار بردن مفروضات ساده که واقعیت‌ها را آسان می‌کند نقد کنند.
در پاسخ به این استدلال که غالباً نیز از آن استفاده می‌شود، اقتصاددانان اتریشی بیان می‌کنند که این که یک فرض ساده‌سازی شود یک چیز است و این که کاملاً غیرواقعی باشد، چیز دیگری است. چالشی که اتریشی‌ها با نئوکلاسیک‌ها دارند این نیست که مفروضات آن‌ها ساده است بلکه این است که این مفروضات، کاملاً در تناقض با واقعیت تجربی دربارهٔ نحوهٔ کنش انسان‌ها و مشی آنهاست (که پویا و خلاقانه‌اند) بنابراین، از دیدگاه مکتب اتریش این واقعی نبودن بنیادین فرضیات نئوکلاسیک هاست که به اعتبار نتیجه‌گیری‌های نظری نئوکلاسیک‌ها در تحلیل شان از مسائل مختلف اقتصاد کاربردی تحت بررسی لطمه می‌زند.

### اتریشی‌ها در فرموله کردن مفروضات نظری شان به خطا رفته‌اند.
اتریشی‌ها استفاده از صورت گرایی ریاضیاتی را بیشتر یک نقص می‌دانند تا یک فضیلت، چرا که از زبان نمادینی تشکیل شده‌است که یرای رفع نیازهای دنیای علوم طبیعی، مهندسی و منطق توسعه داده شده‌است.
همچنین ریاضیدانان هنوز نتوانسته‌اند (شاید هم هرگز نتوانند) یک علم کامل ریاضیاتی را درک و توسعه دهند که تحلیل ظرفیت خلاقانه انسان را با تمام پیچیدگی‌هایش ممکن سازد. برای انجام این کار، ریاضی دانان نمی‌توانند بر اصول مفروص گرفته شدهٔ ثبات ویا عدم تغییر برآمده از دنیای فیزیک تکیه کنند که زیربنای توسعهٔ تمام زبان‌های ریاضیاتی شناخته شده‌است.

### اتریشی‌ها مطالعات تجربی کمی را ارائه می‌کنند.
اگه چه اتریشی‌ها اهمیت زیادی برای نقش تاریخ قایل هستند، اما آن‌ها می‌دانند که فعالیت علمی شان در حوزهٔ کاملاً متفاوتی روی می‌دهد، یعنی در حوزهٔ تئوری. تئوری باید پیش از این که بتواند برای تبیین واقعیت تشریح رخدادهای تاریخی استفاده شود، شناخته شود. در حقیقت، اتریشی‌ها تولید بیش از حد تحلیل‌های تجربی و کمبود بیش از حد مطالعات نظری تسهیل‌کنندهٔ درک و تفسیر زندگی واقعی را مشاهده می‌کند.

### اتریشی‌ها پیش‌بینی اقتصادی را رها کرده‌اند.
در حال حاضر، ما می‌دانیم که نظریه پردازان اتریشی دربارهٔ امکان پیش‌بینی رویدادهای آینده در فضای اقتصاد و علوم اجتماعی  کاملاً خردمندانه محتاطانه عمل می‌کنند. آن‌ها ترجیح می‌دهند تا بر سر تشکیل یک چارچوب یا مجموعه‌ای از مفاهیم و قواننین نظری متمرکز شوند که امکان تفسیر واقعیت و کمک به انسان‌های کنشگر (کارآفرین) برای تصمیم‌گیری با احتمال موفقیت بالاتر را می‌دهد. اتریشی‌ها، صرفاً می‌توانند پیش‌بینی‌های کیفی ارائه دهند وآن‌ها را در یک حالت کاملاً نظری به بلوغ برسانند.